# Cyclisme sur piste aux Jeux olympiques d'été de 2020
Pour un article plus général, voir Cyclisme aux Jeux olympiques d'été de 2020.
Navigation
Rio de Janeiro 2016 Paris 2024
Les épreuves de cyclisme sur piste des Jeux olympiques d'été de 2020 se déroulent entre le 2 et le 8 août 2021 au vélodrome d'Izu.

## Calendrier
| S | Séries/Tours préliminaires | ¼ | Quarts de finale | ½ | Demi-finales | F | Finale |

| Date →                       | Lun 2 | Lun 2 | Lun 2 | Mar 3 | Mar 3 | Mar 3 | Mer 4 | Jeu 5 | Jeu 5 | Jeu 5 | Jeu 5 | Ven 6 | Ven 6 | Sam 7 | Sam 7 | Dim 8 | Dim 8 | Dim 8 | Dim 8 |
| ---------------------------- | ----- | ----- | ----- | ----- | ----- | ----- | ----- | ----- | ----- | ----- | ----- | ----- | ----- | ----- | ----- | ----- | ----- | ----- | ----- |
| Keirin hommes                |       |       |       |       |       |       |       |       |       |       |       |       |       | S     | S     | ¼     | ½     | F     | F     |
| Vitesse individuelle hommes  |       |       |       |       |       |       | S     | S     | ¼     | ¼     | ¼     | ½     | F     |       |       |       |       |       |       |
| Vitesse par équipes hommes   |       |       |       | S     | ½     | F     |       |       |       |       |       |       |       |       |       |       |       |       |       |
| Poursuite par équipes hommes | S     | S     | S     | ½     | ½     | ½     | F     |       |       |       |       |       |       |       |       |       |       |       |       |
| Course à l'américaine hommes |       |       |       |       |       |       |       |       |       |       |       |       |       | F     | F     |       |       |       |       |
| Omnium hommes                |       |       |       |       |       |       |       | SC    | TE    | EL    | CP    |       |       |       |       |       |       |       |       |
| Keirin femmes                |       |       |       |       |       |       | S     | ¼     | ½     | F     | F     |       |       |       |       |       |       |       |       |
| Vitesse individuelle femmes  |       |       |       |       |       |       |       |       |       |       |       | S     | S     | S     | ¼     | ½     | ½     | F     | F     |
| Vitesse par équipes femmes   | S     | SF    | F     |       |       |       |       |       |       |       |       |       |       |       |       |       |       |       |       |
| Poursuite par équipes femmes | S     | S     | S     | ½     | F     | F     |       |       |       |       |       |       |       |       |       |       |       |       |       |
| Course à l'américaine femmes |       |       |       |       |       |       |       |       |       |       |       | F     | F     |       |       |       |       |       |       |
| Omnium femmes                |       |       |       |       |       |       |       |       |       |       |       |       |       |       |       | SC    | TE    | EL    | CP    |

## Podiums
| Épreuve                                   | Médaille d'or, Jeux olympiques                                              | Médaille d'argent, Jeux olympiques                                                | Médaille de bronze, Jeux olympiques                                              |
| Hommes                                    |                                                                             |                                                                                   |                                                                                  |
| Keirin résultats détaillés                | Jason Kenny (GBR)                                                           | Azizulhasni Awang (MAL)                                                           | Harrie Lavreysen (NED)                                                           |
| Vitesse individuelle résultats détaillés  | Harrie Lavreysen (NED)                                                      | Jeffrey Hoogland (NED)                                                            | Jack Carlin (GBR)                                                                |
| Vitesse par équipes résultats détaillés   | Pays-Bas Roy van den Berg Harrie Lavreysen Jeffrey Hoogland Matthijs Buchli | Grande-Bretagne Ryan Owens Jack Carlin Jason Kenny                                | France Florian Grengbo Sébastien Vigier Rayan Helal                              |
| Poursuite par équipes résultats détaillés | Italie Simone Consonni Filippo Ganna Francesco Lamon Jonathan Milan         | Danemark Lasse Norman Hansen Niklas Larsen Frederik Rodenberg Rasmus Pedersen     | Australie Kelland O'Brien Sam Welsford Leigh Howard Alexander Porter Lucas Plapp |
| Course à l'américaine résultats détaillés | Danemark Lasse Norman Hansen Michael Mørkøv                                 | Grande-Bretagne Ethan Hayter Matthew Walls                                        | France Donavan Grondin Benjamin Thomas                                           |
| Omnium résultats détaillés                | Matthew Walls (GBR)                                                         | Campbell Stewart (NZL)                                                            | Elia Viviani (ITA)                                                               |
| Femmes                                    |                                                                             |                                                                                   |                                                                                  |
| Keirin résultats détaillés                | Shanne Braspennincx (NED)                                                   | Ellesse Andrews (NZL)                                                             | Lauriane Genest (CAN)                                                            |
| Vitesse individuelle résultats détaillés  | Kelsey Mitchell (CAN)                                                       | Olena Starikova (UKR)                                                             | Lee Wai-sze (HKG)                                                                |
| Vitesse par équipes résultats détaillés   | Chine Bao Shanju Zhong Tianshi                                              | Allemagne Lea Sophie Friedrich Emma Hinze                                         | ROC Daria Shmeleva Anastasiia Voinova                                            |
| Poursuite par équipes résultats détaillés | Allemagne Franziska Brauße Lisa Brennauer Lisa Klein Mieke Kroeger          | Grande-Bretagne Katie Archibald Laura Kenny Neah Evans Josie Knight Elinor Barker | États-Unis Megan Jastrab Jennifer Valente Chloe Dygert Emma White Lily Williams  |
| Course à l'américaine résultats détaillés | Grande-Bretagne Katie Archibald Laura Kenny                                 | Danemark Amalie Dideriksen Julie Leth                                             | ROC Gulnaz Khatuntseva Maria Novolodskaya                                        |
| Omnium résultats détaillés                | Jennifer Valente (USA)                                                      | Yumi Kajihara (JPN)                                                               | Kirsten Wild (NED)                                                               |

## Tableau des médailles
- Pays organisateur (Japon)

| Rang  | Nation           | Or | Argent | Bronze | Total |
| ----- | ---------------- | -- | ------ | ------ | ----- |
| 1     | Grande-Bretagne  | 3  | 3      | 1      | 7     |
| 2     | Pays-Bas         | 3  | 1      | 2      | 6     |
| 3     | Danemark         | 1  | 2      | 0      | 2     |
| 4     | Allemagne        | 1  | 1      | 0      | 2     |
| 5     | Italie           | 1  | 0      | 1      | 2     |
| 5     | Canada           | 1  | 0      | 1      | 2     |
| 5     | États-Unis       | 1  | 0      | 1      | 2     |
| 8     | Chine            | 1  | 0      | 0      | 1     |
| 9     | Nouvelle-Zélande | 0  | 2      | 0      | 2     |
| 10    | Malaisie         | 0  | 1      | 0      | 1     |
| 10    | Ukraine          | 0  | 1      | 0      | 1     |
| 10    | Japon            | 0  | 1      | 0      | 1     |
| 13    | ROC              | 0  | 0      | 2      | 2     |
| 13    | France           | 0  | 0      | 2      | 2     |
| 15    | Australie        | 0  | 0      | 1      | 1     |
| 15    | Hong Kong        | 0  | 0      | 1      | 1     |
| Total | Total            | 12 | 12     | 12     | 36    |